# Schenk Jakab
Schenk Jakab  (más néven Vönöczky-Schenk Jakab)  (Óverbász, 1876. június 2. – Kőszeg,  1945. február 22.) zoológus, ornitológus, természetvédő. Egyetemi tanulmányait Kolozsváron kezdte, és 1899-ben Budapesten fejezte be. 

## Élete
Eredetileg matematikusnak készült, Herman Ottó ösztönzésére kezdett ornitológiával foglalkozni. 1898-tól dolgozott a Magyar Ornithológiai Központban, amelynek 1933-tól főigazgatója volt. 1905-től az Aquila című folyóirat szerkesztőjeként is működött. A költöző madarak vonulását tanulmányozta. 1908-ban ő vezette be Magyarországon először (és az egész világon harmadikként) a költöző madarak gyűrűzéssel történő egyedi jelölését.
1917-től folytatott küzdelmével megmentette a nagy kócsagot a kipusztulástól (Kis-Balaton).
Idős korában a magyar solymászat története foglalkoztatta.
A kőszegi városi temetőben nyugszik, sírhelyét a Nemzeti Emlékhely és Kegyeleti Bizottság 2007-ben „A” kategóriában a Nemzeti sírkert részévé nyilvánította.

## Művei
- A madárvonulás kérdése (Aquila, Supplementum. 1903. Jan. 30. Ad Tom. IX. /1902/) Online
- A kócsag hajdani és jelenlegi fészkelő telepei Magyarországon (Bp., 1918)
- Az erdei szalonka vonulása és a meteorológia kapcsolatai (Bp., 1924)
- A madarak világának tanulmányozása (Bp., 1931)
- A holdfogyatkozás hatása a madárvonulásra (Bp., 1938)
- A történelmi Magyarország madarainak névjegyzéke; Állami Ny., Bp., 1940
- Vönöcki Schenk Jakab: A magyar őshaza solymászmadarai; Turul, New York, 196?

## Vönöczky-Schenk Jakab Kutatóház
A Kis-Balaton északkeleti sarkánál, a Keszthelyhez tartozó Fenékpusztán a jelenleg is működő Vönöczky-Schenk Jakab Kutatóház kulcsszerepet játszik a nemzeti park egyik legismertebb területének feltárásában, bemutatásában, valamint az élőhely megőrzésében.

## Külső hivatkozások
- Rövid életrajz Archiválva 2005. november 6-i dátummal a Wayback Machine-ben MEK
- Szerepe a hazai madárgyűrűzés történetében